# Краснохолмский сельсовет (Башкортостан)
Краснохолмский сельсовет — муниципальное образование в Калтасинском районе Башкортостана.

## История
Согласно «Закону о границах, статусе и административных центрах муниципальных образований в Республике Башкортостан» имеет статус сельского поселения.
До 2004 года — Краснохолмский поссовет.
В 2004 году вышел Закон Республики Башкортостан «Об изменениях в административно-территориальном устройстве
Республики Башкортостан, изменениях границ и преобразованиях муниципальных образований в Республике Башкортостан», согласно ст.1, параграф 177. было принято решение

Отнести рабочий поселок Краснохолмский Калтасинского района к категории сельского населенного пункта, установив тип поселения — село.
Отнести Краснохолмский поссовет к категории сельсовета с сохранением наименования «Краснохолмский».
(в ред. Закона РБ от 20.07.2005 № 211-з)

Закон Республики Башкортостан от 19.11.2008 г. № 49-З «Об изменениях в административно-территориальном устройстве Республики Башкортостан в связи с объединением отдельных сельсоветов и передачей населённых пунктов», ст.1 гласит:

 "Внести следующие изменения в административно-территориальное устройство Республики Башкортостан:

 б) объединить Краснохолмский и Новокраснохолмский сельсоветы с
сохранением наименования «Краснохолмский» с административным центром в
селе Краснохолмский.
Включить село Красный Холм, деревни Большекуразово, Ванышево, Киебак, Малокуразово, Сазово, Тынбахтино Новокраснохолмского сельсовета в состав Краснохолмского сельсовета.

Утвердить границы Краснохолмского сельсовета согласно представленной схематической карте.

Исключить из учётных данных Новокраснохолмский сельсовет

## Население
| 2002   | 2009    | 2010  | 2012  | 2013  | 2014  | 2015  |
| ------ | ------- | ----- | ----- | ----- | ----- | ----- |
| 10 100 | ↗10 445 | ↘9799 | ↘9692 | ↘9621 | ↘9459 | ↘9389 |
| 2016   | 2017    | 2018  |       |       |       |       |
| ↘9326  | ↘9184   | ↘9033 |       |       |       |       |

## Состав сельского поселения
| № | Населённый пункт | Тип населённого пункта       | Население |
| - | ---------------- | ---------------------------- | --------- |
| 1 | Краснохолмский   | село, административный центр | ↘7767     |
| 2 | Сазово           | деревня                      | ↘549      |
| 3 | Киебак           | деревня                      | ↘394      |
| 4 | Большекуразово   | деревня                      | ↘303      |
| 5 | Красный Холм     | село                         | ↘275      |
| 6 | Малокуразово     | деревня                      | ↘150      |
| 7 | Тынбахтино       | деревня                      | ↘70       |
| 8 | Ванышево         | деревня                      | ↘37       |